# François Daenen

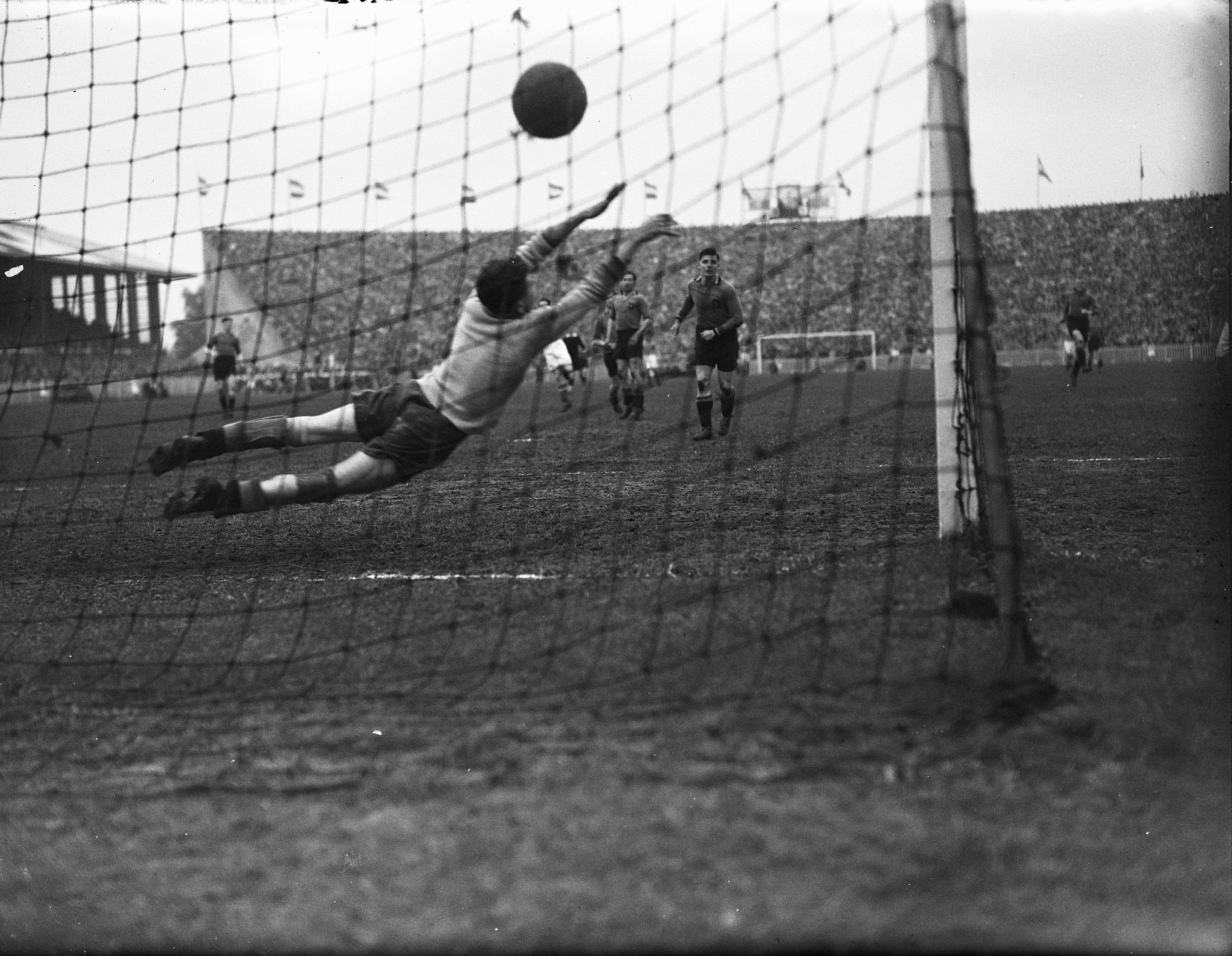
Daenen (1947)

François Adrien Daenen (Montegnée, 25 augustus 1919 - Huy, 16 april 2001) was een Belgisch voetballer die speelde als doelman. Hij voetbalde in Eerste klasse bij Tilleur FC en speelde 17 interlands met het Belgisch voetbalelftal.

## Loopbaan
Daenen debuteerde in 1936 als doelman bij Tilleur FC, op dat moment reeds actief in Tweede klasse, en verwierf er al spoedig een basisplaats en promoveerde naar Eerste Klasse in 1939. In 1946 degradeerde de ploeg terug naar de Tweede klasse maar twee seizoenen later werd de ploeg terug kampioen en kon ze terug promoveren naar de hoogste afdeling. De ploeg eindigde in de volgende seizoenen telkens in de tweede helft van de rangschikking maar ze wist zich steeds te handhaven dankzij haar sterke verdediging die ook wel "de vesting van Tilleur" werd genoemd. Voornaamste pionnen hierin waren doelman Daenen en verdediger Joseph Pannaye. Zo kreeg Tilleur in 1949 maar evenveel tegendoelpunten te slikken als RSC Anderlecht, dat landskampioen werd.
Beiden werden dan ook al vlug geselecteerd voor het Belgisch voetbalelftal. Daenen werd 39 maal geselecteerd vanaf 1944 maar hij ondervond bij de nationale ploeg veel concurrentie van eerst Henri Meert van Anderlecht en later van Armand Seghers van AA Gent waardoor hij tijdens de wedstrijden geregeld op de invallersbank zat. In totaal speelde Daenen tussen 1945 en 1953 17 wedstrijden met het Belgisch voetbalelftal.
Daenen sloot in 1955 zijn spelerscarrière op het hoogste niveau af bij Tilleur. Hij speelde in totaal 326 wedstrijden in Eerste klasse en in totaal met tweede klasse 424 wedstrijden voor Tilleur FC. In 1955 ging hij bij Entente Jamboise spelen tot 1961 en sloot zijn carrière af op 41 jaar.Vervolgens werd hij trainer bij RC Tirlemont (61-62), Wanze Sport (62-63) en Esneux Sport (63-64).